# Podstakannik

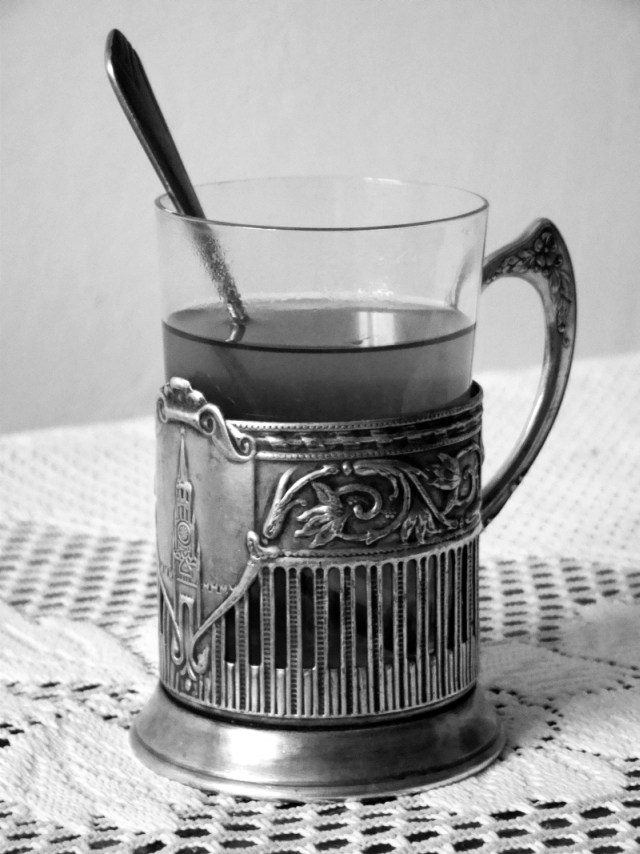
Un podstakannik de metal.

Un podstakannik (en ruso: подстака́нник, literalmente "portavasos") es un soporte de metal con asa para vasos de vidrio (stakan) que se usa típicamente para beber té en Rusia, y en otros países como Ucrania y Bielorrusia, y en los estados postsoviéticos. Su propósito principal es poder sostener un vaso de té muy caliente, que generalmente se consume inmediatamente después de su preparación. La estabilidad del vidrio sobre la mesa también se mejora significativamente.

## Historia
El podstakannik apareció en Rusia en el siglo XVIII. Alexandre Dumas indica que los hombres beben té en vasos, como en las tabernas, mientras que las mujeres lo beben en tazas de porcelana en casa. Dado que es muy fácil quemarse con un vaso lleno de una bebida caliente, las tabernas tienen el hábito de usar un recipiente de metal con asa.
En el siglo XIX, los podstakanniks se volvieron más decorativos. En la época soviética, a menudo estaban adornados con la iconografía de la URSS. Por lo general estaban hechos principalmente de alpaca, cuproníquel y otras aleaciones con baño de níquel, plata u oro.
En el siglo XXI, es muy raro encontrar podstakanniks en casas o restaurantes. Sin embargo, todavía se utilizan cuando se viaja en tren, para estabilizar los contenedores y evitar que se derrame el té.